# Marguerite di Blessington

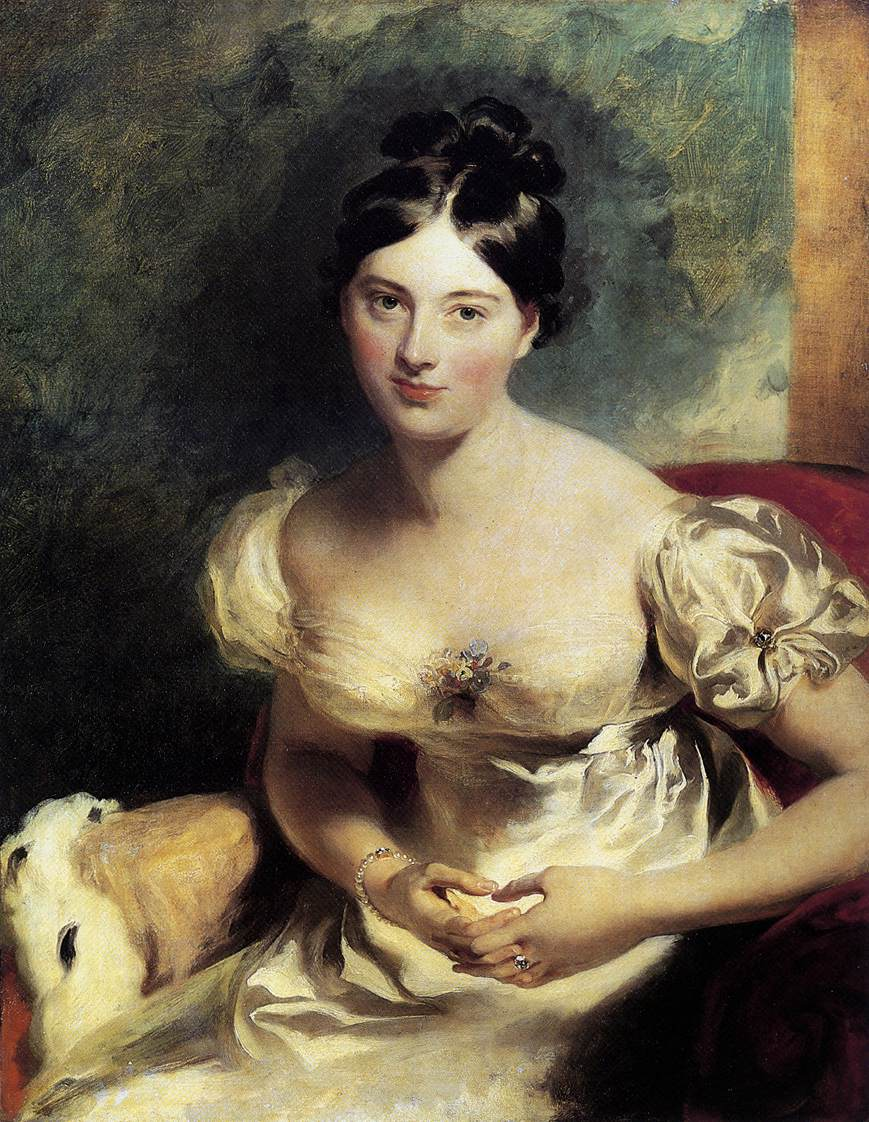
Marguerite Blessington ritratta da Sir Thomas Lawrence nel 1822

Marguerite Power Farmer Gardiner, Contessa di Blessington (Clonmel, 1º settembre 1789 – Parigi, 4 giugno 1849), è stata una scrittrice irlandese.

## Biografia

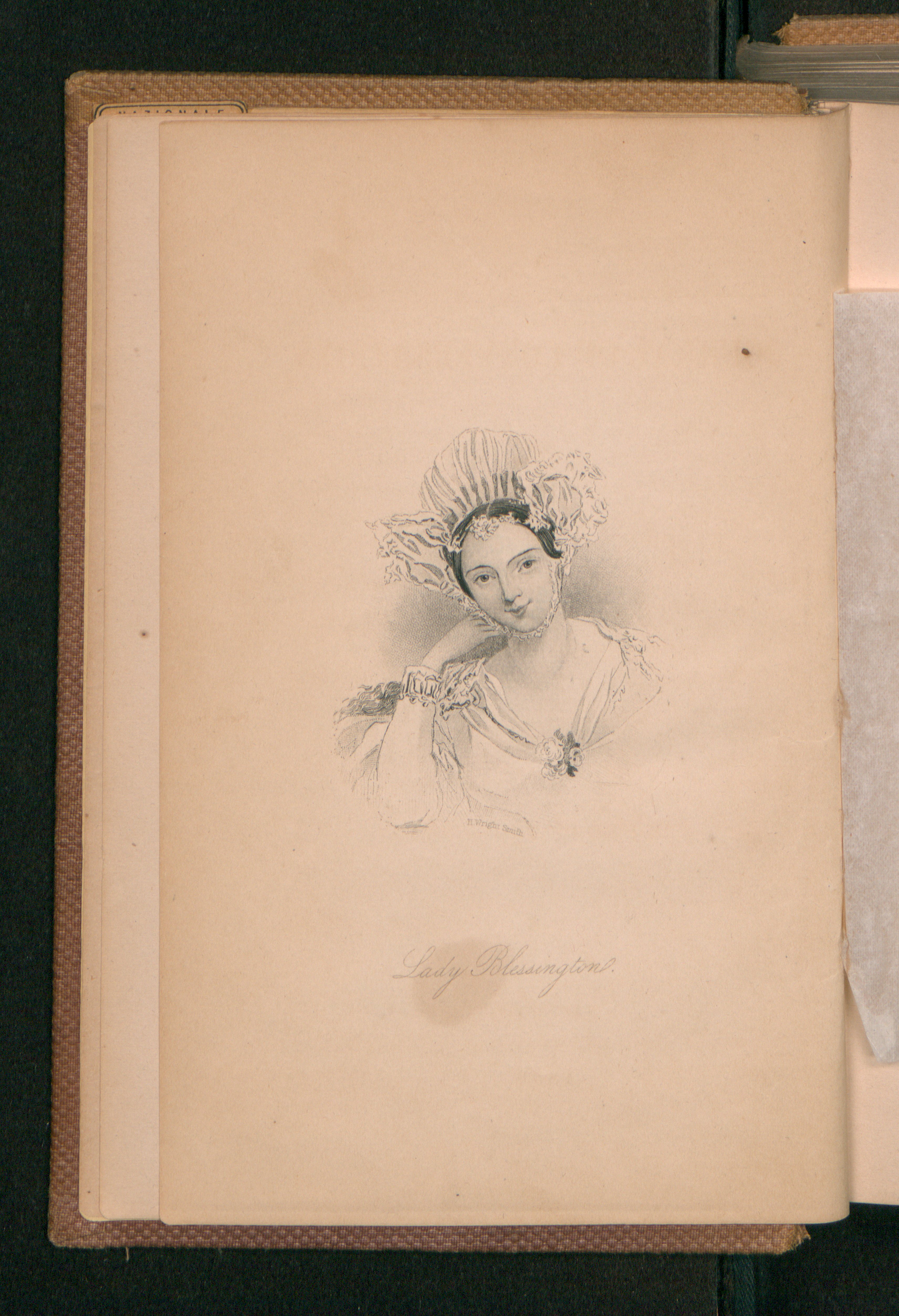
Ritratto di Lady Blessington, Journal of conversation with Lord Byron, 1859

Nacque con il nome di Margaret Power nella contea irlandese Tipperary, figlia di Edmund Power, un piccolo proprietario terriero.
La sua infanzia fu infelice a causa del carattere del padre e della povertà.
Già all'età di quattordici anni si sposò con il capitano Maurice St. Leger Farmer, un ufficiale inglese dedito alle bevande alcoliche, vizio che lo condusse in uno stato di miseria e di indebitamento, dal quale non riuscì ad uscirne fuori e anzi si concluse drammaticamente con il suo arresto e la sua detenzione nelle carceri di King Bench, dove morì nell'ottobre del 1817.
Marguerite abbandonò suo marito qualche tempo prima, trasferendosi nell'Hampshire dove ebbe l'occasione di incontrare Charles John Gardiner, conte di Blessington, vedovo con alle spalle quattro figli, di cui solo due legittimi. I due si sposarono in seconde nozze il 16 febbraio 1818 presso Marylebone.
Assieme al marito soggiornò lungamente all'estero, iniziando da Avignone nel novembre del 1822 e proseguendo con quattro mesi trascorsi a Genova, dove ebbe modo di incontrare numerose volte Byron, ricavandone una buona dose di materiale per il suo libro Conversations with Lord Byron ("Conversazione con Lord Byron", 1834).
Dopo una permanenza a Napoli ed a Firenze, Marguerite lasciò l'Italia non senza raccogliere altri spunti per il suo The Idler in Italy ("Vagabondaggio in Italia") pubblicato nel 1839.
La località seguente che ospitò la nobile coppia fu Parigi, luogo in cui morì, nel 1829, il marito di Marguerite a causa di un colpo apoplettico.
Una volta rimasta vedova, Marguerite ebbe una relazione con il conte generale bonapartista d'Orsay ed assieme ritornarono in Inghilterra, stabilendosi a Londra nella zona di Kensington.
La loro casa (Gore House, successivamente distrutta per far posto alla costruzione dell'Albert Hall) divenne un importante centro di incontro culturale, di scienziati, di artisti, e soprattutto di letterati di spicco quali Benjamin Disraeli che proprio all'interno di queste mura scrisse Venetia.
Negli ultimi anni della sua vita si occupò della pubblicazione di alcuni periodici, tra i quali si ricordano The Book of Beauty e The Keepsake, popolari annuari di cronaca.
Recuperando gli appunti registrati nella capitale e sul territorio transalpino, pubblicò nel 1841 The Idler in France, testo composito di aneddoti, gossip, descrizioni delle bellezze naturali e di sentimenti.
Nel 1849, il conte d'Orsay abbandonò la Gore House per sfuggire ai suoi creditori e la stessa Lady Blessington fu costretta a ritirarsi a Parigi, dove trovò la morte per una anomalia cardiaca il 4 giugno 1849.
La sua Literary Life and Correspondence (3 vol.), edito da Richard Robert Madden, fu dato alle stampe nel 1855.

## Opere principali
- Conversations of Lord Byron with the Countess of Blessington, (1834);
- Gems of Beauty Displayed in a Series of Twelve Highly Finished Engravings, poesie, illustrate da Edmund Thomas Parris, Londra, (1836)
- The Passions, poesie, (1838);
- Idler in Italy, (1839–1840);
- Idler in France, (1841);